# Відкритий чемпіонат США з тенісу 2008
Відкритий чемпіонат США з тенісу 2008 проходив з 25 серпня по 8 вересня 2008 року на відкртих кортах Тенісного центру імені Біллі Джин Кінг у парку Флашинг-Медоуз у районі Нью-Йорка Квінз. Це був четвертий, останній турнір Великого шолома календарного року.

## Значні події
Швейцарець Роджер Федерер виграв US Open в чоловічому одиночному розряді п'ятий рік поспіль. Загалом це була його 13-та перемога в турнірах Великого шолома. 
Минулорічна чемпіонка в жіночому одиночному розряді Жустін Енен завершила кар'єру і свій титул не захищала. Перемогу здобула Серена Вільямс. Це її третій титул чемпіоки США та 9-ий титул Великого шолома загалом.

## Результати фінальних матчів

### Дорослі
| Одиночний розряд. Чоловіки |                             |                 |
| Роджер Федерер             | Енді Маррей                 | 6–2, 7–5, 6–2   |
|                            |                             |                 |
| Одиночний розряд. Жінки    |                             |                 |
| Серена Вільямс             | Єлена Янкович               | 6–4, 7–5        |
|                            |                             |                 |
| Парний розряд. Чоловіки    |                             |                 |
| Боб Браян Майк Браян       | Лукаш Длоуги Леандер Паес   | 7–6(5), 7–6(10) |
|                            |                             |                 |
| Парний розряд. Жінки       |                             |                 |
| Кара Блек Лізель Губер     | Ліза Реймонд Саманта Стосур | 6–3, 7–6(6)     |
|                            |                             |                 |
| Мікст                      |                             |                 |
| Кара Блек Леандер Паес     | Лізель Губер Джеймі Маррей  | 7–6(6), 6–4     |
|                            |                             |                 |

### Юніори
| Одиночний розряд. Хлопці          |                                  |                     |
| Григор Димитров                   | Девін Бріттон                    | 6–4, 6–3            |
|                                   |                                  |                     |
| Одиночний розряд. Дівчата         |                                  |                     |
| Коко Вандевей                     | Габріела Пас Франко              | 7–6(3), 6–1         |
|                                   |                                  |                     |
| Парний розряд. Хлопці             |                                  |                     |
| Нікі Мозер Седрік-Марсель Штебе   | Генрі Контінен Крістофер Рунгкат | 7–6(5), 3–6, [10–8] |
|                                   |                                  |                     |
| Парний розряд. Дівчата            |                                  |                     |
| Ноппаван Лертчивакарн Сандра Рома | Меллорі Бердетт Слоун Стівенс    | 6–0, 6–2            |
|                                   |                                  |                     |